# Nukutavake (comuna asociada)
Nukutavake es una comuna asociada de la comuna francesa de Nukutavake que está situada en la subdivisión de Islas Tuamotu-Gambier, de la colectividad de ultramar de Polinesia Francesa.

## Composición
La comuna asociada de Nukutavake abarca los atolones de Nukutavake y Pinaki:
| Comuna asociada de Nukutavake |                  |                  |                    |
| Atolones                      | Población (2012) | Superficie (km²) | Densidad (hab/km²) |
| Nukutavake                    | 190              | 5.8              | 33                 |
| Pinaki                        | 0                | 1.3              | 0                  |

## Demografía
| Gráfica de evolución demográfica de Nukutavake entre 1977 y 2012 |
|                                                                  |

Fuente: Insee